# Глітч (астрономія)
Глітч (англ. glitch) — раптове збільшення частоти обертання пульсара, яка решту часу зменшується внаслідок гальмування, спричиненого випромінюванням електромагнітного випромінювання та частинок високої енергії. Під час глітча частота збільшується на величину порядку однієї мільйонної. Після глітча період поступового відновлення, коли спостережувана періодичність сповільнюється до періоду, близького до періоду, що спостерігався до глітча. Ці періоди поступового відновлення тривали від днів до років. В даний час спостерігаються і ретельно досліджуються лише численні глітчі пульсарів Краба і Вітрил.
Хоча точна причина глітчів невідома, вважається, що вони спричинені внутрішніми процесами в пульсарі, на відміну від роступового зниження частоти обертання, викликаного зовнішніми процесами. Ймовірно, збільшення частоти обертання спричинене процесами в надплинному ядрі пульсара і його впливі на кору.